# باشگاه فوتبال ستاره دوشنبه
باشگاه فوتبال ستاره دوشنبه (انگلیسی: Sitora Dushanbe) یک باشگاه فوتبال در شهر دوشنبه تاجیکستان است. این باشگاه در لیگ عالی تاجیکستان بازی می‌کند.